# Kerrobert
Kerrobert es un pueblo canadiense situado en la provincia de Saskatchewan.

## Superficie
Kerrobert tiene una superficie de 8,47 km².

## Demografía
En 2021, tenía 970 habitantes, una densidad poblacional de 114,5 hab./km², y 494 viviendas.